# Norton Villiers Triumph
Norton Villiers Triumph (NVT) war ein britischer Motorradhersteller, der von 1972 bis 1978 in Andover, Meriden, Small Heath (Birmingham) und Wolverhampton ansässig war. Das Unternehmen wurde von der damaligen britischen Regierung gegründet, um die Aktivitäten der maroden britischen Motorradindustrie zusammenzufassen, war am Ende jedoch nicht erfolgreich.

## Formierung

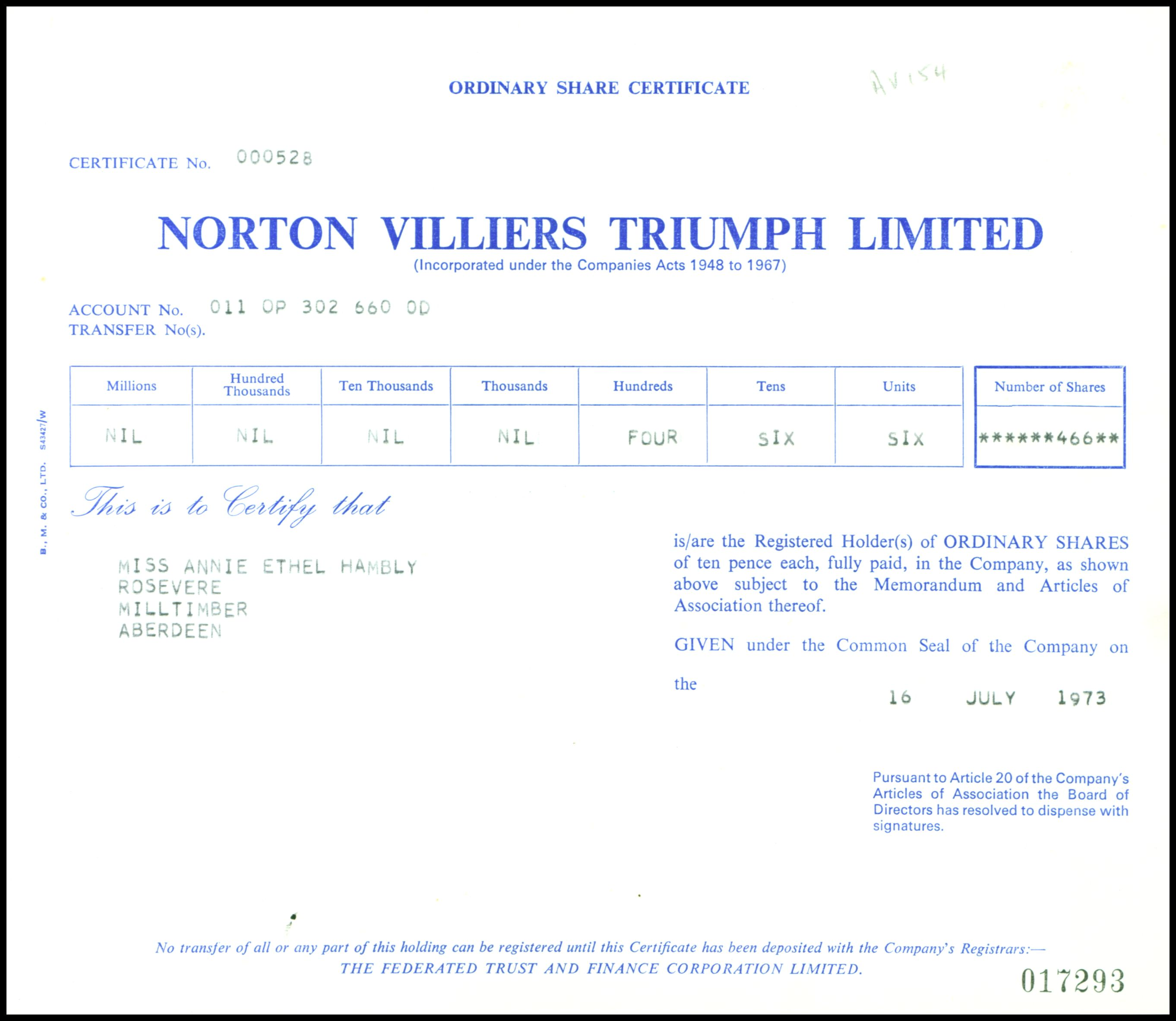
Historische Aktie der Norton Villiers Triumph Limited von 1973

Triumph gehörte seit 1951 zur BSA-Gruppe, die aber Mitte 1972 in ernste wirtschaftliche Schwierigkeiten geriet. Die Politik der damaligen britischen Regierung umfasste die Rettung strategischer Industriezweige mit Steuergeldern, und da die BSA-Gruppe einige Jahre vorher den Queen's Awards for Export gewonnen hatte, erschien ihr dieses Unternehmen passend für eine finanzielle Unterstützung. Die konservative Regierung unter Edward Heath entschloss sich, die Bürgschaft für dieses Unternehmen zu übernehmen, allerdings unter der Voraussetzung, dass es sich mit der ebenfalls in finanziellen Schwierigkeiten befindlichen Norton-Villiers-Gruppe verbinden würde, um der Konkurrenz aus Japan besser widerstehen zu können.
Die fusionierte Gesellschaft entstand 1972/1973, wobei Manganese Bronze die Motorradfertigung von Norton-Villiers abgab und dafür die Unternehmensteile der BSA-Gruppe, die nichts mit dem Motorradbau zu tun hatten, erhielt. Dies war vornehmlich Carbodies, die das typische, schwarze Londoner Taxi Austin FX4 herstellten. Da BSA sowohl ein gescheitertes Unternehmen als auch eine nur im Vereinigten Königreich bekannte Marke war (in den USA wurden die Modelle als „Triumph“ verkauft), nannte man das neue Konglomerat Norton Villiers Triumph. Diese umfasste die Reste der gesamten, einst glorreichen britischen Motorradindustrie, deren Niedergang durch die Konkurrenz des Autos und steigende Marktanteile der japanischen Motorradindustrie zu beklagen war.
NVT erbte vier Motorradfabriken – Small Heath (ex BSA), Andover und Wolverhampton (ex Norton) sowie Meriden (ex Triumph). Meriden war zwar die modernste der vier Fabriken, aber die dortigen Arbeiter waren auch am ehesten zu Streiks bereit und hatten die geringste Produktivität. Dennis Poore, der BSA-Manager von Norton-Villiers, wurde Geschäftsführer der NVT. Da er Aktien von Norton-Villiers besaß und weil man die Ingenieurskenntnisse benötigte, war er auch Aktienbesitzer und Direktor von Maganese Bronze.

## Produkte

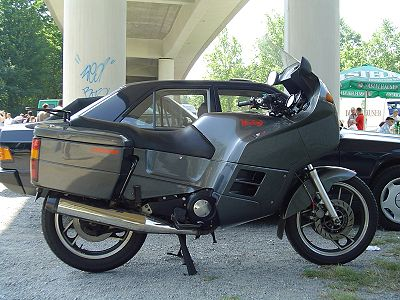
NVT Commander mit Wankelmotor.

Da es immer noch kein Geld für Neuentwicklungen gab, konnte das neue Unternehmen nur Weiterentwicklungen bereits existierender Produkte herausbringen, insbesondere um die bekannte Norton Commando. Von ihrem damals fast schon überentwickelten Paralleltwin gab es ab März 1973 eine 828-cm³-Version für die Roadster, die Hi Rider und die Interstate. Später stellte NVT das Kleinkraftrad NVT Easy Rider, einschließlich einer Mopedversion mit Pedalen, her sowie die NVT Rambler mit 125 und 175 cm³. Letztere hatte Motoren und Instrumente von Yamaha in britischen Monolever-Rahmen und Gabeln, Bremsen und Radteile von drei verschiedenen italienischen Herstellern. Aus der NVT Rambler wurde später die BSA Tracker.
Die geringen finanziellen Mittel, die schließlich für die Motorenentwicklung zur Verfügung standen, mussten auf ein einziges Projekt konzentriert werden. Man war der Meinung, dass die Japaner den Motorradmarkt eine Stufe weiterentwickelt hätten, wollte mithalten und identifizierte zwei Produkte, die sich für eine Weiterentwicklung anboten, beide von BSA:
- einen 500-cm³-Zweizylindermotor mit Stufenkolben in Verbindung mit einem Monocoquerahmen aus Pressstahl, interne Bezeichnung: "Wulf"
- einen Wankelmotor.

Man nahm an, dass der Markt für Motorräder, die für den täglichen Arbeitsweg genutzt wurden, langsam sterben würde, und entschied sich daher für den Wankelmotor. Als Peter Williams 1973 das Formel-750-Rennen der Isle of Man TT gewann und Mick Grant im selben Jahr Zweiter für das Norton-Rennteam wurde, entschied die Geschäftsleitung sich, den neuen Motor in einen neuen Norton-Rahmen einzubauen. Allerdings existierte die Fertigungsstruktur aus alten Norton-Zeiten nicht mehr, da das Werk Andover nach einer Besetzung durch die Arbeiter geschlossen worden war. Gleichzeitig wurde die konservative Regierung von Edward Heath wiedergewählt und die „Drei-Tage-Woche“ wurde bis Juni 1974 ausgesetzt, als die Labour-Regierung von Harold Wilson übernahm.
NVT setzte ihr Programm von Werksschließungen fort und entschied sich, die Produktion in Wolverhampton und Small Heath zusammenzufassen. Auf Grund mangelhafter Informationspolitik kam es anschließend zu einer Werksbesetzung in Meriden, wo noch Teile für andere Produktionsstandorte gefertigt wurden. Daher musste die Fabrik in Small Heath schließen. Nach der Wahl der Labour-Regierung 1974 wurde die Meriden Workers' Co-operative gegründet, deren einziger Kunde NVT mit seiner Fertigung der 750-cm³-Modelle Triumph Bonneville T140V und Triumph Tiger TR7V war. Nachdem NVT durch Änderungen in der US-amerikanischen Gesetzgebung gezwungen war, alle Bremsbetätigungen auf die rechte Maschinenseite zu verlegen, reduzierten sie die Anzahl der Modelle auf fünf: zwei Norton Commando, die Triumph Bonneville T140V, die Triumph Tiger TR7RV und die Triumph Trident T160. Beide Norton, die T140 und T160, bekamen elektrische Anlasser, eine Scheibenbremse hinten, eine links angeordnete Schaltwippe und ein rechts angeordnetes Bremspedal. Anders als bei anderen zeitgenössischen Motorrädern behielten die Norton und Triumph ihre Kickstarter zusätzlich. Die elektrischen Anlasser bei den Norton-Modellen konnten allenfalls als Unterstützung des Startvorgangs gesehen werden.

## Zusammenbruch und Schließung
Im Juli 1975 forderte der neue Industrieminister Eric Varley einen Kredit in Höhe von £ 4 Millionen von NVT zurück und weigerte sich, die Exportkredite des Unternehmens zu bestätigen. Dadurch geriet NVT in Insolvenz und Personal an den verschiedenen Standorten wurde freigestellt. Die Gesellschaft wurde zur Schließung aufgeteilt. Ironischerweise überlebte das Werk in Meriden durch einen hohen Staatskredit von Varleys Vorgänger im Amt, Tony Benn, der die Triumph Bonneville durch eine Arbeiterkooperative fertigen ließ. Das Werk in Wolverhampton wurde am 13. Oktober 1975 geschlossen, wobei 1600 Arbeitsstellen verloren gingen.
Das Norton-Wankel-Projekt wurde vom Insolvenzverwalter an eine Privatfirma verkauft. Über die nächsten 15 Jahre erschienen immer wieder schlecht konstruierte Norton-Wankel-Modelle, die sich kaum verkaufen ließen. Wolverhampton hatte damit kein interessantes Produkt mehr und man hörte nur noch von Werksbesetzungen durch Arbeiter, einem erneuerten Commando-Modell namens Norton '76 und einem 500-cm³-Zweizylindermotor auf Basis des Wulf-Konzeptes. Nachdem Wolverhampton nach dem Bau der letzten Commandos aus Ersatzteilen geschlossen worden war, nahmen die Arbeiter die früheren Tong-Castle-Tore und bauten sie im früheren Werk Marston auf.
NVT wurde schließlich im Jahre 1978 aufgelöst. Trotzdem gibt es noch Motorräder mit dem Namen „Triumph“, denn 1977 wurden die Namensrechte an die Arbeiterkooperative in Meriden verkauft. Nach deren Konkurs 1983 wurden die Namensrechte an eine neue Triumph Motorcycles Ltd in Hinckley weiterveräußert. Dennis Poore wurde Geschäftsführer von Maganese Bronze und verstarb 1987.
Noch heute gibt es auch in Deutschland Liebhaber bzw. Sammler der Modelle.

## Bemerkungen und Einzelnachweise
1. 1 2  HNA-Markt: Liebe gilt englischen Motorrädern. In: hna.de. Abgerufen am 26. Juni 2016: „Triumph hielt noch etwas länger durch und ging mit der letzten verbliebenen britischen Motorradmarke Norton im Konzern Norton Villiers Triumph (NVT) auf.“
2. ↑  Auf Grund von Bergarbeiterstreiks war die Kohleförderung im Vereinigten Königreich so stark eingeschränkt, dass die Regierung Industrieunternehmen nur noch für drei zusammenhängende Tage in der Woche ausreichende Stromlieferungen garantieren konnte. Die Unternehmen mussten bekanntgeben, welche drei Wochentage sie produzieren wollten.
3. ↑  Britische Motorräder hatten das Bremspedal links, also auf der Seite, auf der der Beiwagen angeschlossen wurde. Da auch die Beiwagen für ihr Rad ein Bremspedal besaßen, konnten so das Hinterrad des Motorrades und das Beiwagenrad durch gemeinsame Betätigung der Pedale mit einem Fuß gebremst werden.
4. ↑  In brief – October 13th. Express and Star. Abgerufen am 3. Dezember 2014.